# Festival de Cine de Hamburgo
El Festival de Cine de Hamburgo (Filmfest Hamburg) es el tercer festival de cine más importante de Alemania (después del Festival Internacional de Cine de Berlín y del Festival de Cine de Múnich) y exhibe películas nacionales e internacionales, tanto de ficción como documentales, distribuidas en diez secciones permanentes y algunas otras que varían año tras año. La programación incluye desde películas de cine arte hasta películas mainstream innovadoras. Se proyectan óperas primas de directores nóveles junto con películas de directores reconocidos internacionalmente. En el 2012 más de cuarenta mil personas asistieron a doscientas cincuenta proyecciones de ciento cuarenta y ocho películas.
Entre los ganadores y nominados de las ediciones pasadas se encuentran Clint Eastwood, Jodie Foster, Christoph Waltz, Atom Egoyan, Julian Schnabel y Tilda Swinton, Lars von Trier, Kim Ki-duk y los directores alemanes Wim Wenders, Fatih Akin y Tom Tykwer entre otros.
Albert Wiederspiel es el director del festival desde el 2003. La edición n° 22 del festival de cine de Hamburgo se realizará del 25 de septiembre al 4 de octubre de 2014.

## Programación
El festival de cine de Hamburgo consta de diez secciones permanentes:
- Agenda – ofrece un panorama del cine internacional.
- Tres Colores, Verde – centra su atención en temas de medio ambiente.
- Luces del Norte – reúne filmografía local del norte de Alemania.
- Voilà! – conformada por películas provenientes de países de habla francesa.
- Vitrina – dedicada a películas de países de habla hispana y portuguesas. Esta sección está programada por el reconocido crítico cinematográfico Roger Alan Koza.
- Asia Express – exhibe películas de Asia.
- Eurovisuell – reúne las películas taquilleras del resto de países europeos.
- Deluxe – cada año presenta una retrospectiva de la filmografía de un país en particular (hasta la fecha se han exhibido de Turquía, Austria, Finlandia, Bélgica, Portugal, Nueva Zelandia, Argentina, Islandia, Quebec/Canadá e Irán).
- 16:9 – producciones televisivas alemanas para cine.
- Michel Kinder und Jugend Filmfest – sección para niños y jóvenes, organizado junto con el festival de cine para niños LUCAS de Frankfurt.[13]

## Premios

### Premio Douglas-Sirk
Desde 1995 se entrega este premio a una personalidad cuyo desempeño haya sido notable dentro de la cultura y/o industria cinematográfica. El nombre del galardón es en homenaje al director Douglas Sirk, nacido en Hamburgo como Detlef Sierck.
- 1995: Clint Eastwood
- 1996: Stephen Frears
- 1997: Jodie Foster
- 1998: Peter Weir
- 1999: Jim Jarmusch
- 2000: Wong Kar-wai
- 2001: Majid Majidi
- 2002: Aki Kaurismäki
- 2003: Isabelle Huppert
- 2004: François Ozon
- 2005: Zentropa (Film Company)
- 2006: Gérard Depardieu
- 2007: David Cronenberg
- 2008: Atom Egoyan
- 2009: ---
- 2010: Julian Schnabel
- 2011: Andreas Dresen and Peter Rommel
- 2012: Kim Ki-duk
- 2013: Tilda Swinton

### Premio Friedrich-Ebert-Stiftung (a películas con temáticas políticas)
El premio Friedrich-Ebert-Stiftung se entregó por primera vez en el 2013. Se entrega a películas con temáticas políticas. Las películas candidatas compiten por un premio en dinero de 5,000 euros.

### Premio a producciones televisivas
Premio de 30.000 euros otorgado por el ministerio de cultura de Hamburgo a las compañías de producción televisiva alemanas.

### Premio Montblanc
Premio Montblanc al mejor guion, con el patrocinio de la compañía Montblanc de Hamburgo, el premio consta de 10.000 euros para el ganador. El premio involucra a las películas que forman parte de la sección “Luces del norte”, tanto películas de ficción como documental, que hayan sido producida o filmadas en Hamburgo o Schleswig-Holstein.

### Premio al Cine Arte
El premio al Cine arte Art fue establecido por la Confederación Internacional del Cine de Arte y Ensayo (CICAE). Las películas que pueden ser nominadas para este premio tienen que tener distribuidor alemán. El Filmförderung Hamburg Schleswig-Holstein ofrece un premio de 5000 € para apoyar al distribuidor alemán teniendo en cuenta las reglas del PR. 

### Premio NDR al talento joven
The NDR (Norddeutscher Rundfunk) patrocina el Premio NDR al talento joven, y otorga un premio en dinero de 5000 €.

### Premio Michel representado por Michel Kinder y Jugend Filmfest (que es parte del festival de cine de Hamburgo)
Desde 2013, Hamburgische Kulturstiftung y Rolner Stiftung (fundaciones), ofrecen un premio de 5,000 €. Un jurado conformado por niños elige la mejor película para niños y jóvenes de la competencia internacional.